# Législature 1974-1978 du Grand Conseil du canton de Vaud

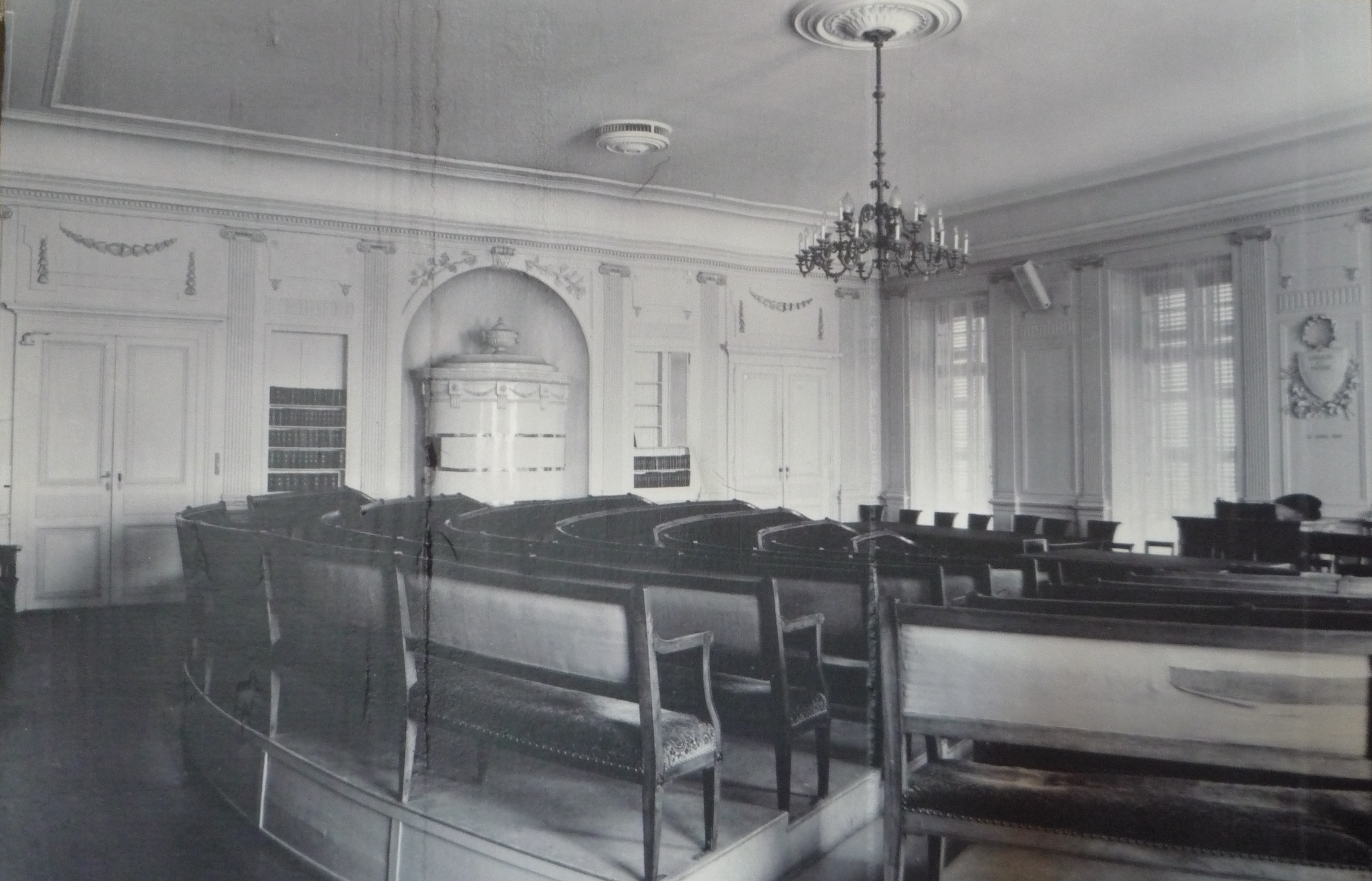
Salle du Grand Conseil du Canton de Vaud, détruite par un incendie en 2002.

La législature 1974-1978 du Grand Conseil du canton de Vaud a débuté en 1974 et s'est achevé en 1978. Le parlement compte 200 sièges.

## Répartition des sièges
La répartition des sièges par parti est la suivante :
Parti radical (PRD)70 sièges
Parti socialiste (PSV)53 sièges
Parti libéral (PLV)34 sièges
Parti ouvrier et populaire (POP)16 sièges
Union démocratique du centre (PAI-UDC)14 sièges
Parti démocrate-chrétien (PDC)8 sièges
Autres5 sièges

## Source
- « Vaud » dans le Dictionnaire historique de la Suisse en ligne.